# 特雷姆宮
特雷姆宮（俄语：Теремной дворец）是位於俄羅斯莫斯科克林姆林宮內的一座建築。特雷姆宮是17世紀時期沙皇的主要居住場所之一。現在特雷姆宮是俄羅斯總統的正式居所。